# Kenneth May
Kenneth Ownsworth May (* 8. Juli 1915 in Portland (Oregon); † 1. Dezember 1977 in Toronto) war ein US-amerikanischer Mathematikhistoriker und mathematischer Ökonom.

## Leben und Wirken
May studierte an der University of California, Berkeley Mathematik, wo sein Vater Professor für Verwaltungswissenschaften war. 1937 machte er dort seinen Master-Abschluss, begann, sich für Statistik und staatliche Planung zu interessieren, und wurde Mitglied der kommunistischen Partei. Er besuchte 1937 die Sowjetunion und studierte dann weiter an der London School of Economics bei Ronald Aylmer Fisher und in Paris an der Sorbonne. 1939 besuchte er ein weiteres Mal die Sowjetunion. 1940 war er wieder in Berkeley, um zu promovieren, wo er wegen seiner kommunistischen Aktivitäten allerdings aus der Universität gedrängt wurde (und von seinem Vater enterbt, nach dem Krieg versöhnten sie sich aber wieder). Während des Krieges diente er als Fallschirmjäger und wurde 1946 in Berkeley promoviert (On the mathematical theory of employment). Danach war er Assistenzprofessor am Carleton College in Northfield (Minnesota) und begann, sich für Mathematikgeschichte zu interessieren. 
1966 wurde er Professor für Mathematikgeschichte an der Universität Toronto. 
Mit René Taton und Adolf Pawlowitsch Juschkewitsch initiierte er die Gründung der International Commission on the History of Mathematics (ICHM) 1971, deren Vorsitz er hatte. Er war auch der Herausgeber und Mitgründer von deren Zeitschrift Historia Mathematica 1974. May verfasste auch 1970 eine Serie von Porträts von Mathematikern für das kanadische Fernsehen.
Der Kenneth-O.-May-Preis der ICHM wird zu seinen Ehren an Mathematikhistoriker verliehen.
Zu seinen Doktoranden zählt Craig Fraser (Professor in Toronto).

## Schriften
- Artikel Carl Friedrich Gauss. In: Dictionary of Scientific Biography. Bd. 5, S. 298–315, 1972
- mit Constance Gardner: World directory of historians of mathematics. 1972, 2. Auflage 1978. Ergänzungen dazu von Christoph Scriba und Sacksteder, Hamburg 1985, 3. Auflage, Aarhus 1995.
- Bibliography and Research Manual of the History of Mathematics. University of Toronto Press, 1973.